# Seedorf (Wümme-Rotenburgi járás)
Seedorf település Németországban, azon belül Alsó-Szászország tartományban. Lakosainak száma 939 fő (2023. december 31.).

## Népesség
A település népességének változása:
| Lakosok száma | 1184 | 1098 | 1076 | 972  | 946  | 939  |
|               | 2016 | 2017 | 2019 | 2021 | 2022 | 2023 |